# Discocalyx longifolia
Discocalyx longifolia är en viveväxtart som beskrevs av Elmer Drew Merrill. Discocalyx longifolia ingår i släktet Discocalyx och familjen viveväxter. Inga underarter finns listade i Catalogue of Life.